# Blăgești (okręg Vaslui)
Blăgești – wieś w Rumunii, w okręgu Vaslui, w gminie Blăgești. W 2011 roku liczyła 1096 mieszkańców.